# Titi Camara
Aboubacar Sidiki Camara hay còn biết đến với tên gọi Titi Camara (sinh ngày 07 tháng 11 năm 1972 tại Conakry) là một cầu thủ bóng đá chuyên nghiệp người Guinea và là Cựu tiền đạo của Liverpool và West Ham. Năm 2010 anh được Tổng thống Alpha Conde bổ nhiệm giữ chức Bộ trưởng Thể thao. Đây là lần đầu tiên ở Guinea, một cựu cầu thủ được giữ chức Bộ trưởng.

## Sự nghiệp
Camara sinh ra ở một đất nước mà môn bóng đá không mấy phổ biến nhưng Camara nhanh chóng tạo dựng được tên tuổi bằng tài năng của mình.
Anh đã từng có thời gian khoác áo các câu lạc bộ tại Ligue 1 như Saint-Etienne, Lens (1996-1998), Marseille (1998-1999) và Liverpool là giàu thành tích nhất bóng đá Anh vào thời điểm đó. Anh chỉ thi đấu cho Liverpool trong thời gian ngắn (1999-2000). Đặc biệt trong trận đấu giữa Liverpool và West Ham trên sân Anfield, diễn ra ngay sau ngày mất của cha anh, Titi đã ghi bàn thắng quyết định mang về chiến thắng cho đội bóng vùng Merseyside.
Titi Camara đã vinh dự lọt vào danh sách 100 cầu thủ có ảnh hưởng đến Liverpool trong cuộc bầu chọn được tiến hành năm 2006 trên website của câu lạc bộ với sự tham gia của 110.000 người hâm mộ. Sau Liverpool, Camara có thời gian đầu quân cho West Ham trước khi chuyển đến thi đấu cho đội bóng Ả rập Xê út là Al-Ahly và sau đó là Al Sailiya của Qatar.

## Sự nghiệp Quốc tế
Titi Camara đã ghi được 30 bàn thắng trong màu áo đội tuyển quốc gia Guinea. Vào tháng 6 năm 2006, anh tuyên bố giã từ sự nghiệp và được bổ nhiệm làm Chủ tịch của ASK (giải hạng nhất ở Guinea) vào năm 2008. Tuy vậy vào năm 2007, anh lại khoác áo đội tuyển và có công đưa Guinea vào tứ kết cúp bóng đá châu phi CAN. Titi Camara ghi bàn thứ hai của mình tại CAN, san bằng tỷ số trận đấu với Tunisia sau đó chiếm chiếc vé còn lại của bảng A vào tranh tài tại tứ kết.
Tháng 7 năm 2009, Camara trở thành huấn luyện viên trưởng đội tuyên quốc gia Guinea thay thế vị trí của Robert Nouzaret nhưng bị sa thải sau 4 tháng đương chức bởi thất bại trong việc đưa đội tuyển vượt qua vòng loại của Cúp các quốc gia châu Phi 2010 diễn ra ở Angola.

## Sự nghiệp chính trị
Năm 2010, anh được bổ nhiệm là Bộ trưởng, việc bổ nhiệm Camara cũng gây ra khá nhiều tranh cãi. Nhiều thông tin ở đất nước Tây Phi này cho rằng sở dĩ cựu cầu thủ 38 tuổi này chọn là bởi đã có công trong quá trình chạy đua vào chiếc ghế Tổng thống của ông Alpha Conde.